# Halda (nakladatelství)
Halda je nezisková organizace a regionální nakladatelství v Kladně. Byla založena jako právnická osoba v roce 2012. Výkonná rada pracuje ve složení Roman Hájek (předseda), Petra Líbová (místopředsedkyně) a Michaela Hájková (místopředsedkyně). 

## Činnosti (zaměření)
Halda je dobrovolné sdružení občanů spojujících zájem o region Kladenska, kulturní a společenské dění v něm.   
Svoji činnost realizuje pořádáním přednášek Science Café (setkání s odborníky a vědci různých oborů v rámci Týdne vědy a techniky),  spoluprací s Městským informačním centrem Kladno při pořádání přednášek a vycházek o Kladnu a Kladensku a jeho historii (přednášející a průvodce regionální historik Zdeněk Pospíšil), exkurzemi za zajímavostmi přírody Kladenska (průvodce pedagog Gymnázia Václava Beneše Třebízského ve Slaném Michal Procházka), vydáváním knih s regionální tematikou (autory jsou především kladenští historici, literární badatelé, architekti, spisovatelé a přírodovědci), výtvarných publikací a pohádek, spravováním webů Kladno minulé, Kladenský uhelný revír, Kladenské osobnosti a Kladno 4 a dalšími akcemi ve veřejném prostoru. Ročně uspořádá několik desítek akcí.   
Ve Výroční zprávě za rok 2012 o sobě spolek uvádí "Hledáme cesty, jak zviditelnit region Kladenska jeho obyvatelům i „přespolním“. Snažíme se přibližovat historii i současnost Kladna a pořádáme haldu akcí, na nichž se mohou setkávat lidé různých zájmů a různých věkových skupin a vyměňovat si své zkušenosti. Organizujeme Science Café Kladno, pořádáme literární večery a naučné vycházky, vydáváme knihy s regionálním zaměřením a spravujeme weby Kladno minulé a Kladenský uhelný revír."
Spolek se podílel na vrácení sousoší Rodiny sochařky Ireny Malátové do části města Kladna Rozdělov.
Mimořádnou aktivitou spolku Halda byla spolupráce s Magistrátem Kladno a Městským informačním centrem při založení Muzea věžáků Kladno v roce 2020. Spolek se spolupodílí na provozu muzea (prohlídky). V roce 2018 adoptoval hrob hlavního architekta věžáků Josefa Havlíčka na hřbitově v Praze-Bubenči.

## Seznam vydaných knih
Původní záměr nakladatelství bylo vydávat jednu knihu ročně, v některých letech jich vyšlo až pět. Tematikou se převážně vážou k regionu Kladna a Kladenska (osobnosti, historie, příroda, architektura, výtvarné umění nebo literární historie). Autorem první vydané knihy Mezi alembikem a spilkou: svět sládka a spisovatele Otakara Zacha byl Jiří Mika a získal za ni čestné uznání v Regionální ceně Miroslava Ivanova za literaturu faktu v roce 2013.
2012 

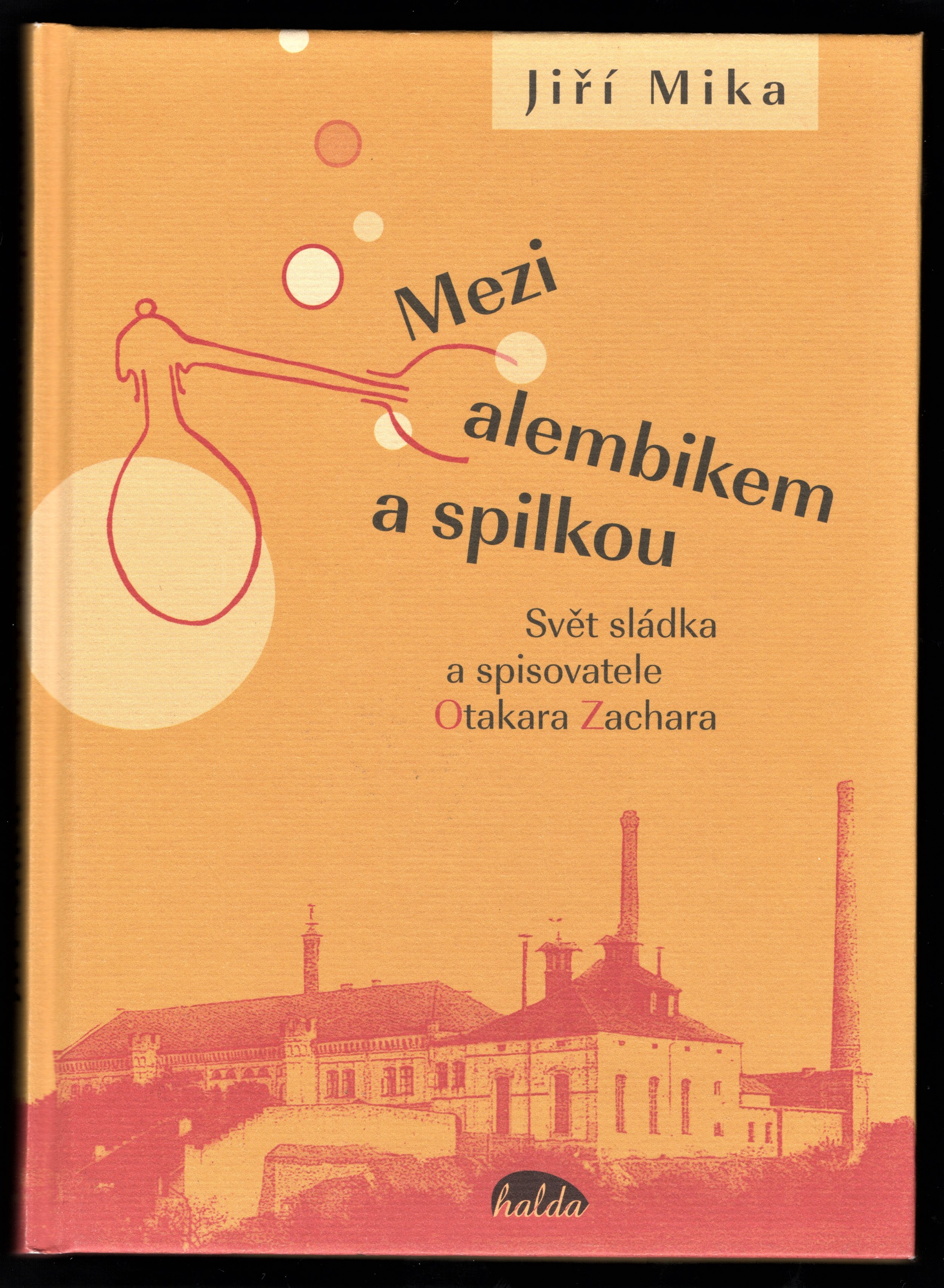
Obálka oceněné knihy autora Jiřího Miky

- MIKA, Jiří. Mezi alembikem a spilkou: svět sládka a spisovatele Otakara Zachara. ISBN 978-80-905223-0-5.[12]

2013 
- ŠVORC, Luděk, HÁJEK, Roman (ed.). Kladenské pohádky. Ilustroval Marcela ALFONSOVÁ. ISBN 978-80-905223-3-6.

- VYKOUK, Jaroslav. Hnědý mrak nad Kladnem. ISBN 978-80-905223-4-3.
- ZAPLETAL, Rostislav. Městské zásahy Kladno 2013. Autor úvodu Roman HÁJEK. ISBN 978-80-905223-1-2.

2014
- PROCHÁZKA, Michal. Kladenskou přírodou po celý rok. Kladenské zajímavosti, sv. 2. ISBN 978-80-905223-7-4.
- ŠVORC, Luděk, HÁJEK, Roman (ed.). Křivoklátské pohádky. Ilustroval Marcela ALFONSOVÁ. ISBN 978-80-905223-6-7.
- ŠVORC, Luděk; RAŠILOV, Václav a VOJTÍŠKOVÁ, Zuzana. Kladenské pohádky.
- HAVLŮJOVÁ, Gabriela, HÁJEK, Roman (ed.). Lidice po Lidicích. Kladno: Český svaz bojovníků za svobodu ZO Kladno, 2014. ISBN 978-80-905223-9-8.
- POSPÍŠIL, Zdeněk. Sensační podívaná!: dějiny kladenských biografů. Kladenské zajímavosti, sv. 1. ISBN 978-80-905223-5-0.

2015
- ŠVORC, Luděk. Pohádky od řeky Berounky: ...myšáci se vrací do Kladna. Ilustroval Marcela ALFONSOVÁ. ISBN 978-80-905992-2-2.
- SOUČEK, Karel, HÁJEK, Roman a HAVLOVÁ, Dominika (ed.). Život v obrazech - Obrazy života. ISBN 978-80-905992-1-5.
- VYKOUK, Jaroslav. Kladenský starosta: Jaroslav Hruška a jeho konflikt s dobou. ISBN 978-80-905992-0-8.

2016
- POSPÍŠIL, Zdeněk. Průvodce historií kladenských hostinců. Díl I., Staré Kladno. ISBN 978-80-905992-3-9.[13]
- BAĎURA, František. Literární toulky Kladenskem. Kladenské zajímavosti, svazek 3. ISBN 978-80-905992-5-3.
- HÁJEK, Roman; BAĎURA, František a HANKE, Jiří. František Stavinoha: ...hvězdy dál svítí nad Syslím údolím.

2017
- ŠVORC, Luděk. Kocouři z Poldovky. Ilustroval Veronika BOTOVÁ. ISBN 978-80-905992-6-0.
- POSPÍŠIL, Zdeněk. Průvodce historií kladenských hostinců. Díl II., Nové Kladno, Podprůhon, Rozdělov. ISBN 978-80-905992-8-4.
- NĚMEC, Alexandr a TROJANOVÁ, Šárka. Domovní znamení na kladenských věžácích. ISBN 978-80-905992-9-1.
- HÁJEK, Roman (ed.). Kladenské dvorky 2012-2017. ISBN 978-80-905992-7-7.

2018
- NĚMEC, Alexandr a HÁJEK, Roman. Sídliště Kladno - Rozdělov: historie, architektura, urbanismus a všední život. ISBN 978-80-907236-0-3.
- POSPÍŠIL, Zdeněk. Průvodce historií kladenských hostinců. Díl III., Švermov, Dříň, Dubí, Újezd a Vrapice. ISBN 978-80-907236-2-7.
- BERAN, Jan. Jmeninář. Ilustroval Stanislav BERKOVEC. ISBN 978-80-907236-1-0.

2019
- POSPÍŠIL, Zdeněk. Průvodce historií kladenských hostinců. Díl IV., Kročehlavy. ISBN 978-80-907236-6-5.
- HANKE, Jiří, HÁJEK, Roman (ed.). Kladenská sametová. ISBN 978-80-907236-3-4.
- POSPÍŠIL, Zdeněk; BAĎURA, František a HÁJEK, Roman. Paměť Podprůhonu: historie, příběhy a lidé kladenské dělnické čtvrti. ISBN 978-80-907236-5-8.
- DVOŘÁK, Tomáš a REJHON, Marek. Bohemian jazz guitars tribute: neznámý příběh československých jazzových kytar = the unknown story of Czechoslovak jazz guitars. Přeložil Jan Burle a Friedemann Sallis. ISBN 978-80-907236-4-1.[14]
- PUPCSIKOVÁ, Martina. Pohádky k dočmárání. ISBN 978-80-907236-7-2.

2020
- MIKA, Jiří. Třísky na duši: kladenské roky Jiřího Koláře. ISBN 978-80-907236-8-9.

2021
- VYKOUK, Jaroslav. Kladenská mozaika. Kladenské zajímavosti, svazek 5. ISBN 978-80-908021-0-0.
- VEVERKOVÁ, Irena. Mistr drobné grafiky Stanislav Kulhánek: rozměry života. ISBN 978-80-908021-1-7.
- PROCHÁZKA, Michal. Kladenskou přírodou po celý rok II. Kladenské zajímavosti, svazek 4. ISBN 978-80-907236-9-6.

2022
- 40 let Kladenských dvorků. ISBN 978-80-908021-2-4.

2023
- Ztracený baráky: krajina kladenského industriálu = Lost sites : Kladno industrial landscapes. ISBN 978-80-908021-4-8.